# 相模原市立藤野北小学校
相模原市立藤野北小学校（さがみはらしりつ ふじのきたしょうがっこう）は、神奈川県相模原市緑区佐野川に存在する公立の小学校である。

## 概要
神奈川県相模原市緑区にある小学校の一校である。

## 沿革

### 略歴
藤野町立藤野北小学校は、藤野町立沢井小学校と藤野町立佐野川小学校との統合により2006年開校した。2007年、相模原市立藤野北小学校に改称した。

### 年表
学校の概要より
- 2006年（平成18年）
  - 4月1日 - 藤野町立沢井小学校と藤野町立佐野川小学校が統合し、藤野町立藤野北小学校として開校
  - 4月5日 - 藤野町立藤野北小学校開校式・始業式・入学式を挙行
  - 4月8日 - 藤野町立藤野北小学校開校記念式典および開校記念コンサートを開催
- 2007年（平成19年）
  - 2月9日 - 開校記念碑除幕式および校章披露
  - 3月11日 - 藤野町・城山町・相模原市の合併に伴い「相模原市立藤野北小学校」に改称
- 2008年（平成20年）
  - 2月2日 - 校歌制定披露
  - 7月8日 - 「上下流域小学校等交流モデル事業」として平塚市立相模小学校児童らが来校
  - 10月9日 - 「上下流域小学校等交流モデル事業」として平塚市立相模小学校を訪問
- 2009年（平成21年）9月25日 - 宇宙航空研究開発機構（JAXA）職員を講師に迎え、宇宙教室を開催
- 2010年（平成22年）4月1日 - 政令指定都市移行に伴い住居表示、郵便番号が変更となる
- 2015年（平成27年）
  - 5月18日 - NHK総合テレビジョン「あさイチ」にて『ワクドキタイム』の活動を紹介
  - 11月26日 - 日本テレビ「スッキリ」にて『ワクドキタイム』の活動を紹介
- 2019年（令和元年）
  - 10月13日 - 令和元年東日本台風の影響を受け、校庭土手側斜面崩落
  - 10月18日 - ふるさと自然体験教室やませみ[注釈 1]にて授業を再開
- 2020年（令和2年）
  - 3月2日 - この日から3月25日まで、新型コロナウイルス蔓延防止のため臨時休校となる
  - 8月24日 - 近隣の公民館の敷地に設置したプレハブ校舎にて授業を開始する[4]

## 学校教育目標
心豊かで たくましく 実践力のある児童の育成

## 学校行事
| - 4月 始業式・入学式 - 5月 - 6月 | - 7月 終業式 - 8月 - 9月 始業式 | - 10月 - 11月 - 12月 終業式 | - 1月 始業式 - 2月 - 3月 終業式・卒業式 |

## 通学区域
- 相模原市緑区[5]
  - 小渕ヒカケ294の1・294の3・294のロ・ヒカケ(297・298)・ヒカケ(307~314)・316の1~3・317(枝番の無いもの)・318(枝番の無いもの)・319(枝番の無いもの)・324・326(枝番の無いもの)・327のイ・327のロ・328のイ・328のロ・ヒカケ331の1・331の3~ロ・ヒカケ(332の1~3)・332の4・332の5・寺向336の1・336の2・寺向337の1・337の2・寺向348・349の1・349の2・寺向(350の1・350の2)・351の1・351の2・352(枝番の無いもの)・353(枝番の無いもの)・曽根(396の1~16)・397(枝番の無いもの)・447のイ・447のロ・曽根448・449の1・449の2・曽根450・451のイ・451のロ・曽根(452~455)・中通り767・768のイ・768のロ・769のイ・769のロ・中通り(770のイ~771)・773(枝番の無いもの)・774(枝番の無いもの)・中通り781・784(枝番の無いもの)・ 785(枝番の無いもの)・789(枝番の無いもの)・中通り796・797のイ・中通り804・805(枝番の無いもの)・806(枝番の無いもの)・807(枝番の無いもの)・808(枝番の無いもの)・中通り809・810(枝番の無いもの)・811(枝番の無いもの)・ 816のイ~818・819(枝番の無いもの)・820(枝番の無いもの)・821(枝番の無いもの)・池ノ坪822・823(枝番の無いもの)・ 池ノ坪824・825(枝番の無いもの)・池ノ坪826・ 827(枝番の無いもの)・池ノ坪828・829のイ・829のロ・830のイ・830のロ・池ノ坪(831~833)・834(枝番の無いもの)・835(枝番の無いもの)・836(枝番の無いもの)・池ノ坪837・ 838の1・838の2・839(枝番の無いもの)・840(枝番の無いもの)・841(枝番の無いもの)・池ノ坪842・843(枝番の無いもの)・ 844(枝番の無いもの)・845(枝番の無いもの)・池ノ坪846・847(枝番の無いもの)・848(枝番の無いもの)・849(枝番の無いもの)・850(枝番の無いもの)・851・852(枝番の無いもの)・ 853(枝番の無いもの)・854(枝番の無いもの)・ 池ノ坪(855~858の4)・859(枝番の無いもの)・ 860(枝番の無いもの)・861・池ノ坪(862の1・862の2)・池ノ坪863の2・和田向1384・1385の1・1385の2・1386の1・1386の2・和田向1387・和田向1389・1390の1・1390の2・ 1490(枝番の無いもの)・1491(枝番の無いもの)・1492(枝番の無いもの)・上沢井西1493・1494(枝番の無いもの)・1495(枝番の無いもの)・1496のイ・1496のロ・1497(枝番の無いもの)・1498(枝番の無いもの)・1499(枝番の無いもの)・1500(枝番の無いもの)・上沢井西1501・1502(枝番の無いもの)・2236~2238・小日野2239・2240(枝番の無いもの)・2254(枝番の無いもの)・小日野2255・2256・2257のイ・2257のロ・2258(枝番の無いもの)・2259(枝番の無いもの)・2260(枝番の無いもの)・2261(枝番の無いもの)・2262(枝番の無いもの)・2263(枝番の無いもの)・2264のイ・2264のロ・2265のイ・2265のロ・2266・小日野2267の1・小日野2267の3・2267のロ・2268のイ・2268のロ・小日野2269の1・小日野2269の3・2269のロ・2270(枝番の無いもの)・2271(枝番の無いもの)・2272・2273(枝番の無いもの)・2274(枝番の無いもの)・2275(枝番の無いもの)・2276~2308・小日野2309・2310(枝番の無いもの)・小日野2311の1・2311の2・2312(枝番の無いもの)・2313(枝番の無いもの)・2314(枝番の無いもの)・2315~2439・2657~2703
  - 佐野川
  - 澤井
  - 吉野1774~1879

## 進学先中学校
- 相模原市緑区
  - 相模原市立藤野中学校

## 交通
- JR東日本中央本線藤野駅下車
  - 神奈川中央交通　野08系統「和田」行き乗車。「藤野北小学校前」下車。徒歩1分